# Władysław Osuchowski
Władysław Osuchowski (ur. 25 sierpnia 1905 w Łodzi, zm. 8 czerwca 1970 tamże) – polski prawnik, działacz harcerski i działacz turystyczny Polskiego Towarzystwa Turystyczno-Krajoznawczego (PTTK) w Łodzi.

## Wykształcenie, praca
Z wykształcenia prawnik, od 1931 zajmował różne stanowiska w sądownictwie w Warszawie, a od 1935 w Łodzi, gdzie był najpierw prokuratorem, a od 1937 wiceprokuratorem Sądu Okręgowego. W latach 1945–1947 organizował polskie sądownictwo na Ziemiach Odzyskanych, a w latach 1947–1950 był prokuratorem Sądu Najwyższego. W 1950 wrócił do Łodzi, i tu był radcą prawnym i adwokatem.

## Działalność społeczna
- Od 1918 działał w organizacji skautowskiej, a potem w Związku Harcerstwa Polskiego (ZHP).
- Członkiem PTTK został w 1951. W latach 1956–1968 wybrany został prezesem Sądu Koleżeńskiego Oddziału Łódzkiego PTTK i członkiem prezydium Komisji Kół w Oddziale Łódzkim PTTK.
- W 1959 był współorganizatorem Koła Miłośników Piotrkowa w Łodzi i jego pierwszym prezesem. Koło to w 1965 przekształcone zostało w Koło PTTK Miłośników Ziemi Piotrkowskiej Łódzkiego Oddziału PTTK. Do śmierci był jego prezesem.

## Odznaczenia i wyróżnienia
- Złoty Krzyż Zasługi
- Honorowa Odznaka Miasta Łodzi
- Złota Honorowa Odznaka PTTK